# Libellula saturata
Libellula saturata är en trollsländeart som beskrevs av Philip Reese Uhler 1857. Libellula saturata ingår i släktet Libellula och familjen segeltrollsländor. Inga underarter finns listade i Catalogue of Life.

## Bildgalleri

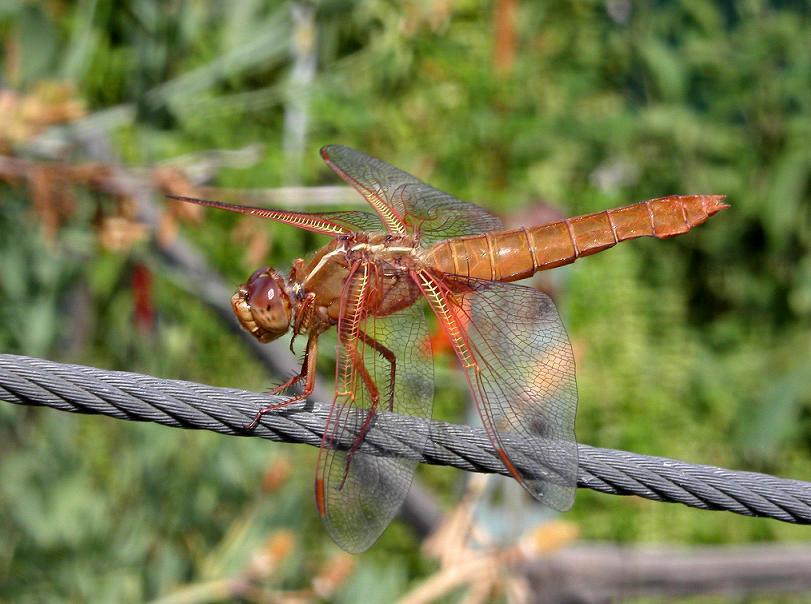
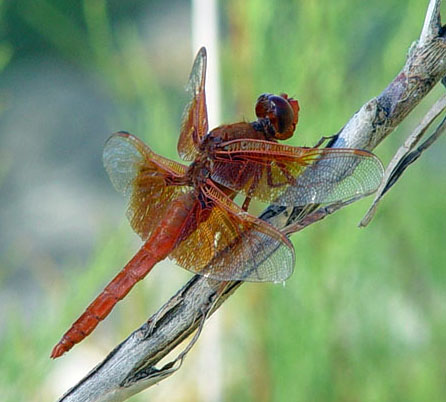
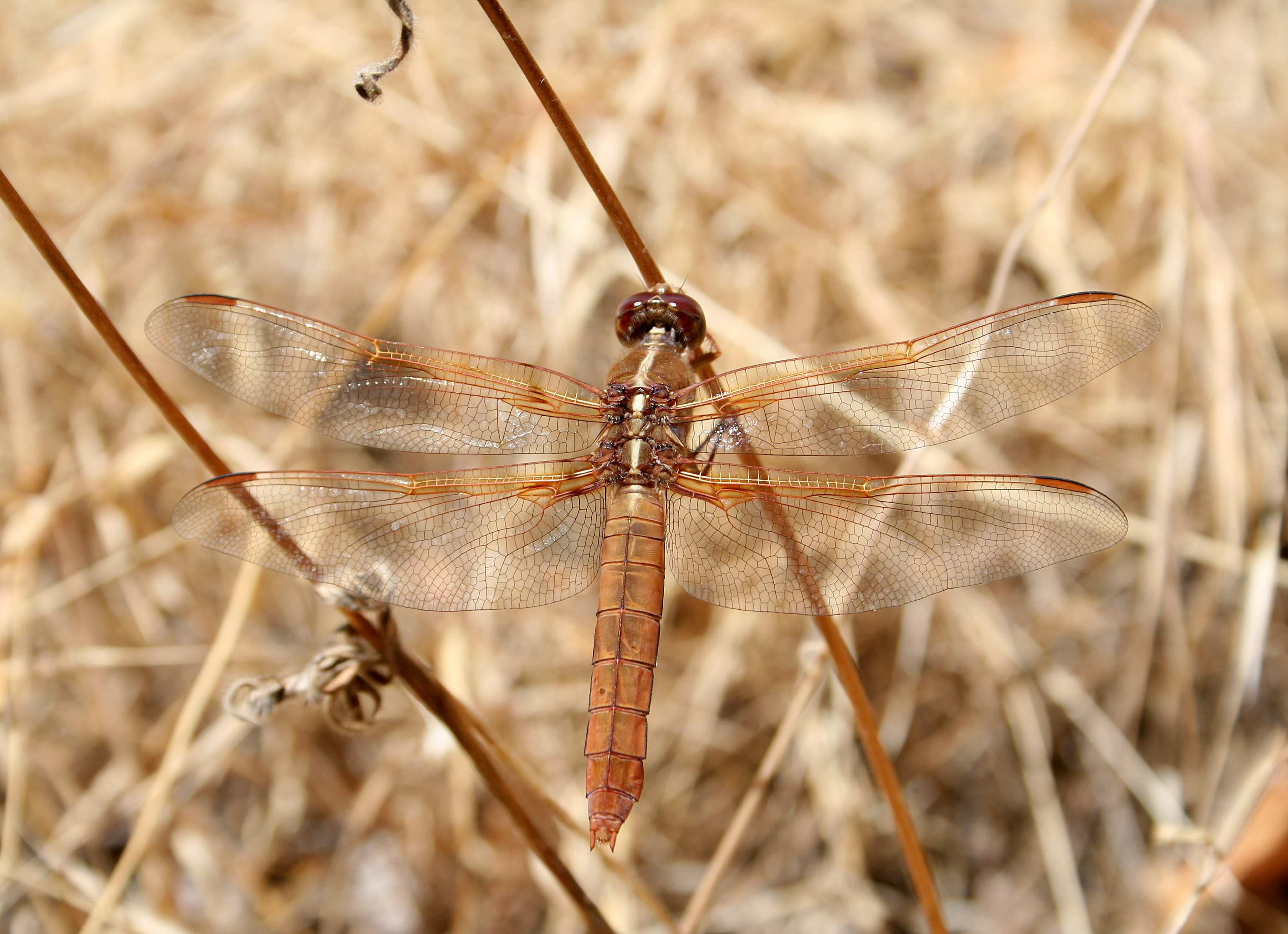
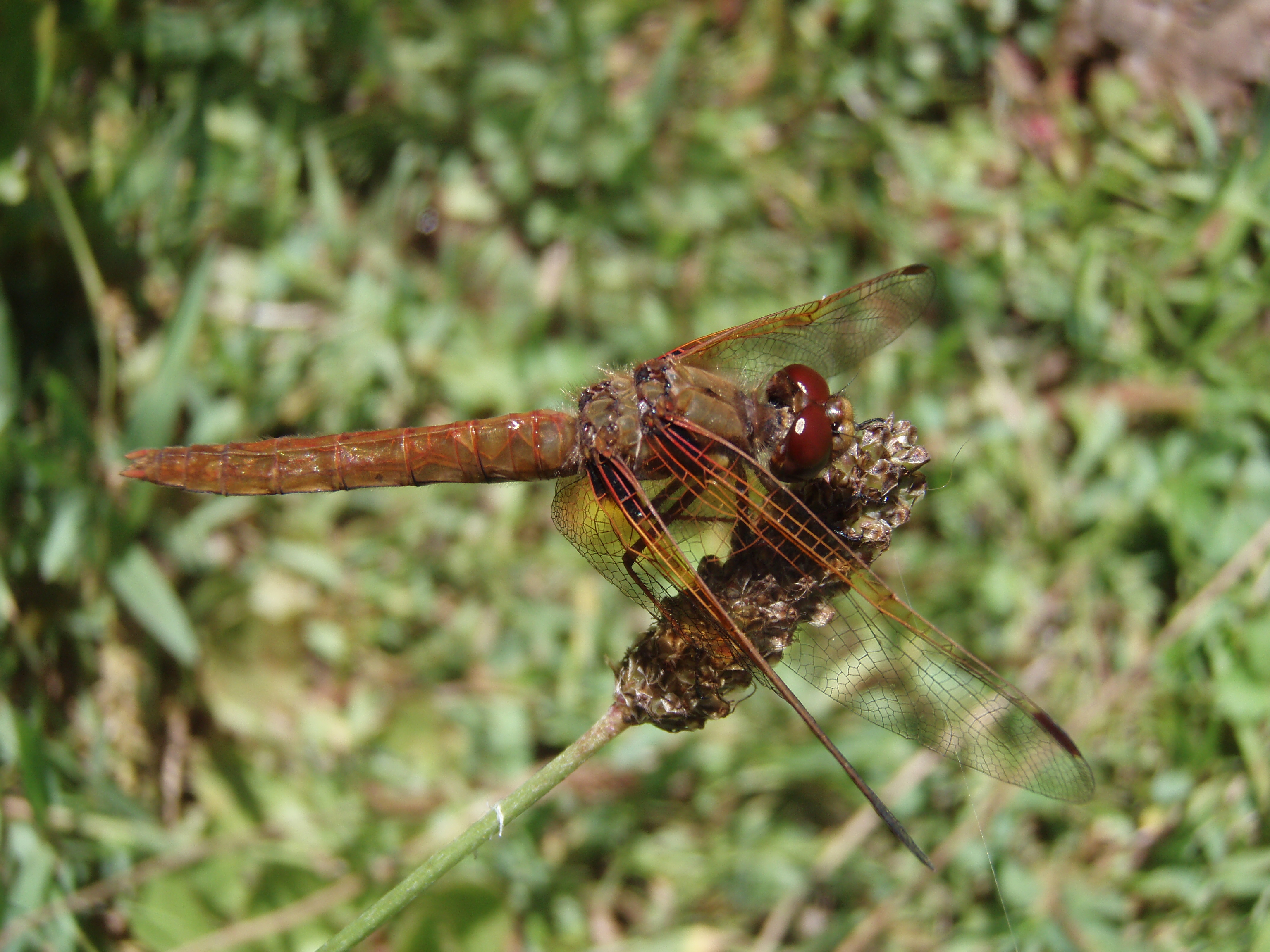
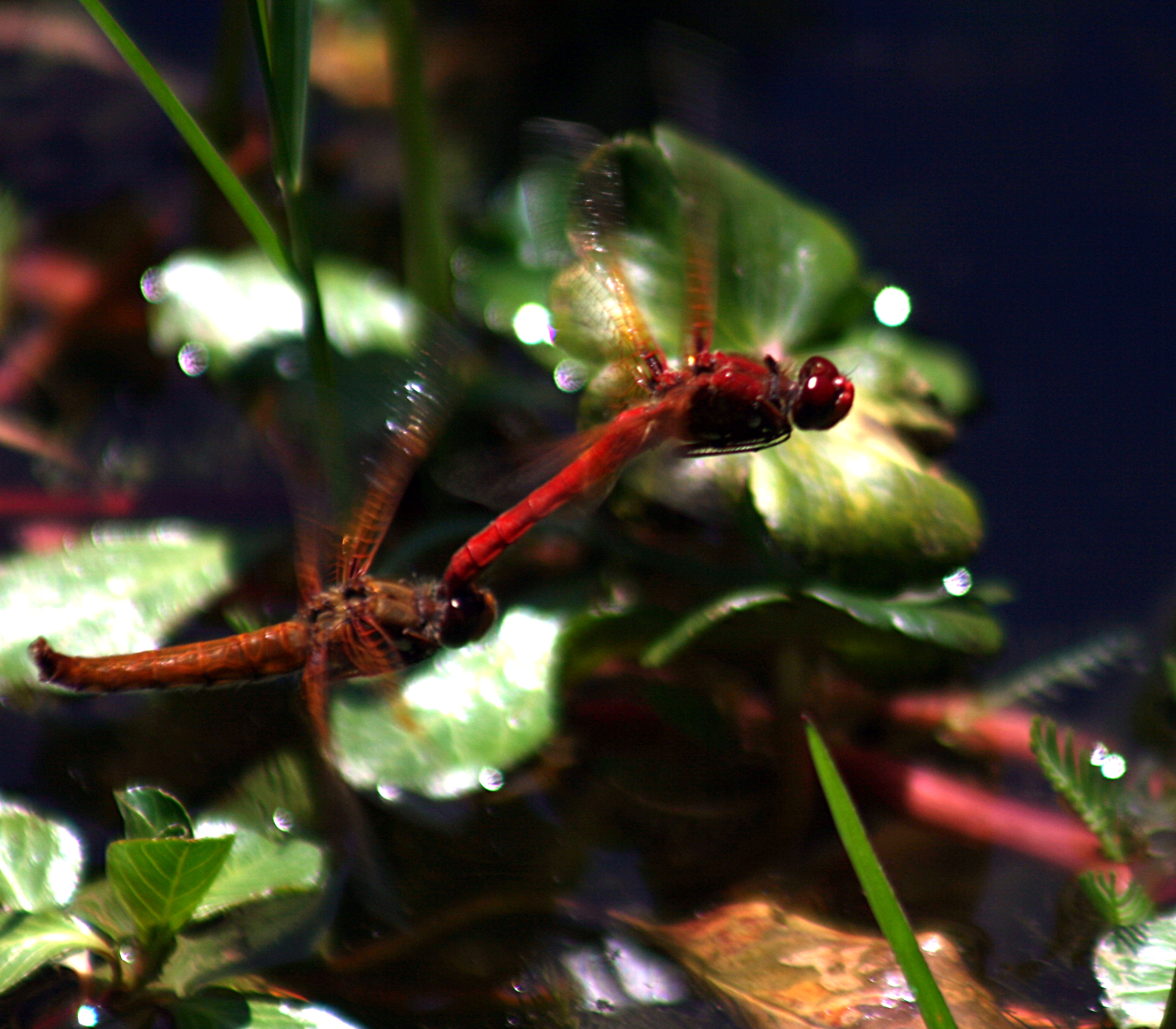
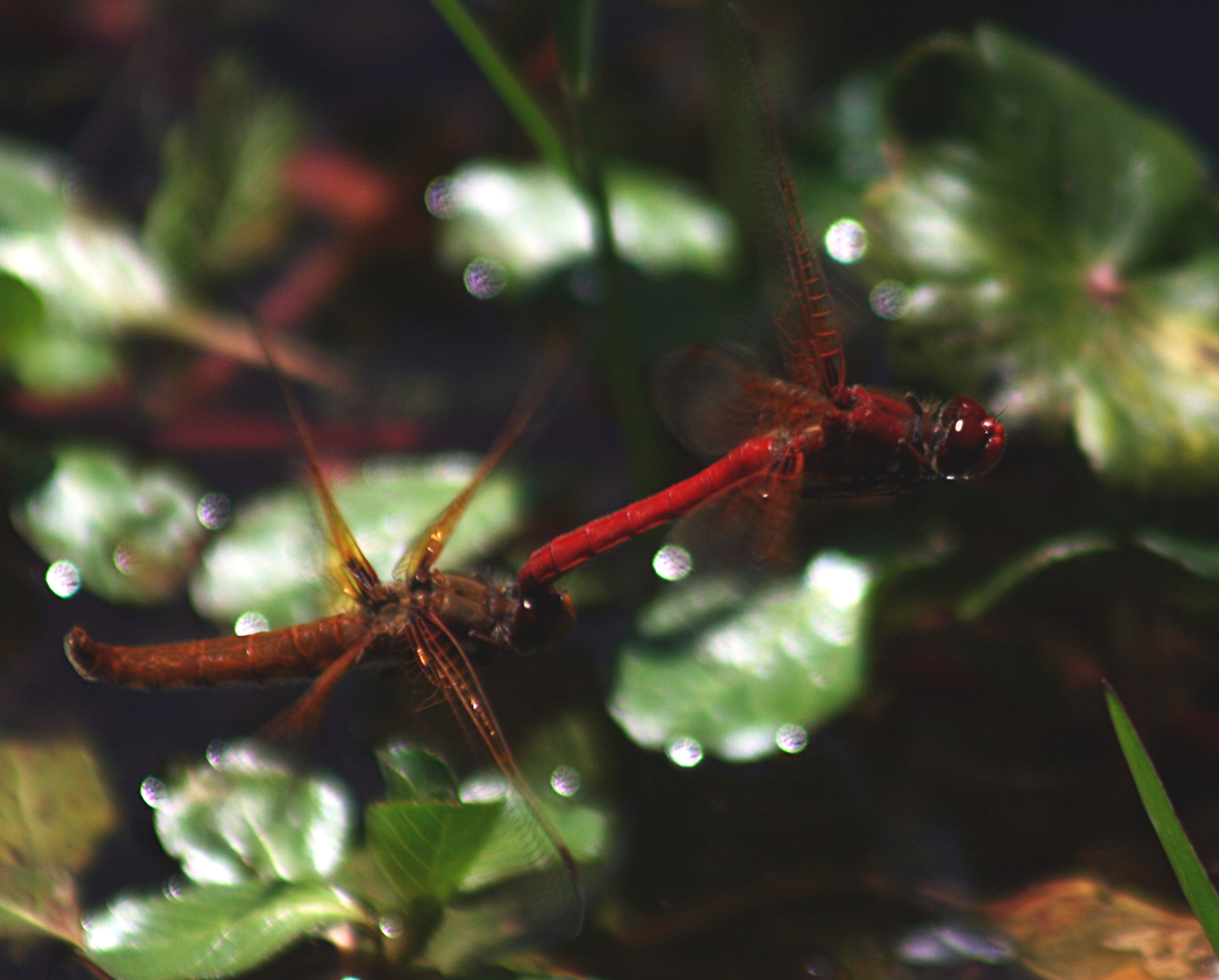